# Mioides
Els mioides (Myoida) o míides (Myida) són un ordre de mol·luscs bivalves que inclou, entre d'altres, l'espècie invasora Dreissena polymorpha (musclo zebra), i les bromes, que perforen i malmeten estructures de fusta submergida.

## Taxonomia
L'ordre Myoida inclou cinc superfamílies i sis famílies:
- Superfamília Dreissenoidea Gray, 1840
  - Família Dreissenidae Gray, 1840 (a vegades inclosa a l'ordre Veneroida)[1]
- Superfamília Pleuromyoidea Zittel, 1895†
  - Família Ceratomyidae Arkell, 1934†
  - Família Pleuromyidae Zittel, 1895†
  - Família Vacunellidae Astafieva-Urbajtis, 1973†
- Superfamília Myoidea Lamarck, 1809
  - Família Corbulidae Lamarck, 1818
  - Família Myidae Lamarck, 1809
  - Família Pleurodesmatidae Cossmann, 1909†
  - Família Raetomyidae Newton, 1919†
- Superfamília Pholadoidea Lamarck, 1809
  - Família Pholadidae Lamarck, 1809
  - Família Teredinidae Rafinesque, 1815
  - Família Xylophagaidae Purchon, 1941